# Калина лавролистная
Кали́на лавроли́стная, или Калина португа́льская, или Калина ти́нус (лат. Vibúrnum tínus) — крупный вечнозелёный кустарник родом из Средиземноморья, вид рода Калина (Viburnum) семейства Адоксовые (Adoxaceae).

## Ботаническое описание

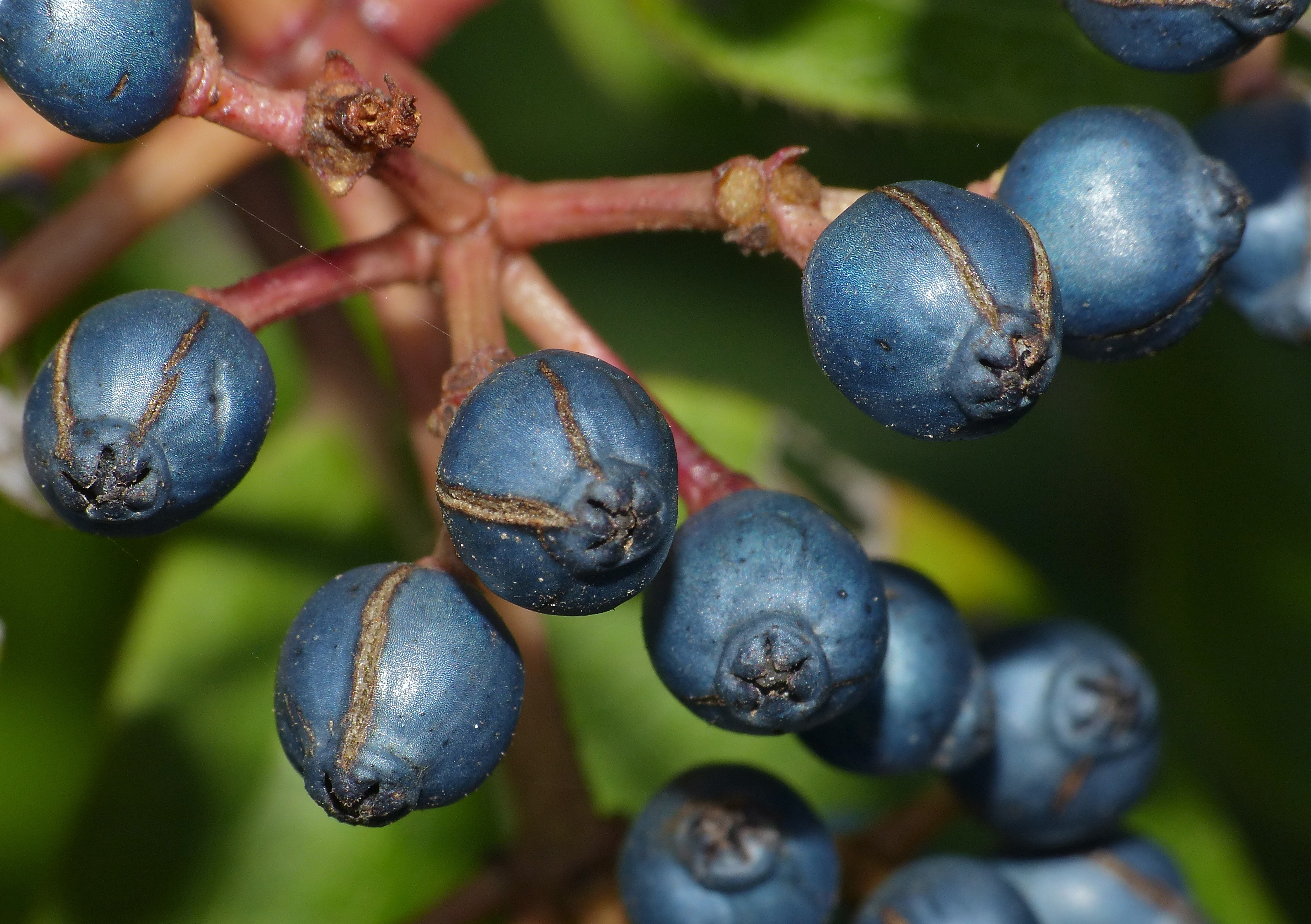
Плоды калины

Калина лавролистная— вечнозелёный сильно ветвящийся кустарник или дерево до 6 м высотой. Молодые веточки зеленовато-жёлтые, затем светло-коричневые, жёсткоопушённые, почки также опушённые. Кора трёхлетнего возраста растрескивающаяся, тёмно-коричневая.
Листья супротивные, 3—12 см длиной и 1—7 см шириной, яйцевидной или ланцетовидной формы, обычно с притупленным концом, с закругленным или клиновидным основанием. Верхняя поверхность пластинки листа тёмно-зелёная, голая, нижняя — обычно также голая, светло-зелёная. Черешки до 2,5 см длиной, светло-зелёные или сиреневато-буроватые.
Цветки плодообразующие, одинаковые, со сладким запахом, собраны на концах молодых веток в густые зонтиковидные голые соцветия до 9 см в диаметре с угловатыми светло-зелёными цветоножками. Венчик белого цвета, с внешней стороны розоватый, пятилепесточный, разделённый примерно наполовину. Чашечка сиреневатая, разделённая на протяжении двух третьих длины. Тычинки в числе 5, белые. Пестик 1, беловатый.
Плоды около 5 мм в диаметре, тёмно-синие, затем чёрные. Косточка продолговато-шаровидная, пятиребристая.
Число хромосом — 2n = 36.

## Ареал
Калина лавролистная происходит из Южной Европы, Юго-Западной Азии и Северной Африки. Завезена в Великобританию и другие региона Европы, где нередко дичает.

## Значение
Калина лавролистная изредка выращивается в качестве декоративного растения.

## Таксономия
|  |                                      |  |                                                         |                                                         |                     |  | семейство Жимолостные (согласно Системе APG III) | семейство Жимолостные (согласно Системе APG III) |                         |  |  |  | ещё около 200 видов |
|  |                                      |  |                                                         |                                                         |                     |  | семейство Жимолостные (согласно Системе APG III) | семейство Жимолостные (согласно Системе APG III) |                         |  |  |  | ещё около 200 видов |
|  |                                      |  |                                                         | порядок Ворсянкоцветные                                 |                     |  |                                                  |                                                  | род Калина              |  |  |  |                     |
|  |                                      |  |                                                         | порядок Ворсянкоцветные                                 |                     |  |                                                  |                                                  | род Калина              |  |  |  |                     |
|  | отдел Цветковые, или Покрытосеменные |  |                                                         |                                                         | семейство Адоксовые |  |                                                  |                                                  | вид Калина лавролистная |  |  |  |                     |
|  | отдел Цветковые, или Покрытосеменные |  |                                                         |                                                         | семейство Адоксовые |  |                                                  |                                                  |                         |  |  |  |                     |
|  |                                      |  | ещё 58 порядков цветковых растений (по Системе APG III) | ещё 58 порядков цветковых растений (по Системе APG III) |                     |  |                                                  | ещё 3 рода                                       | ещё 3 рода              |  |  |  |                     |
|  |                                      |  |                                                         | ещё 58 порядков цветковых растений (по Системе APG III) |                     |  |                                                  |                                                  | ещё 3 рода              |  |  |  |                     |

### Синонимы
- Tinus laurifolius Borkh., 1797
- Tinus lauriformis (Lam.) J.Presl, 1823
- Tinus lucidus (Mill.) J.Presl, 1823
- Viburnum hyemale Salisb., 1796
- Viburnum laurifolium (Borkh.) K.Koch, 1872
- Viburnum lauriforme Lam., 1779
- Viburnum lucidum Mill., 1768
- Viburnum strictum Sweet, 1826